# Doljani

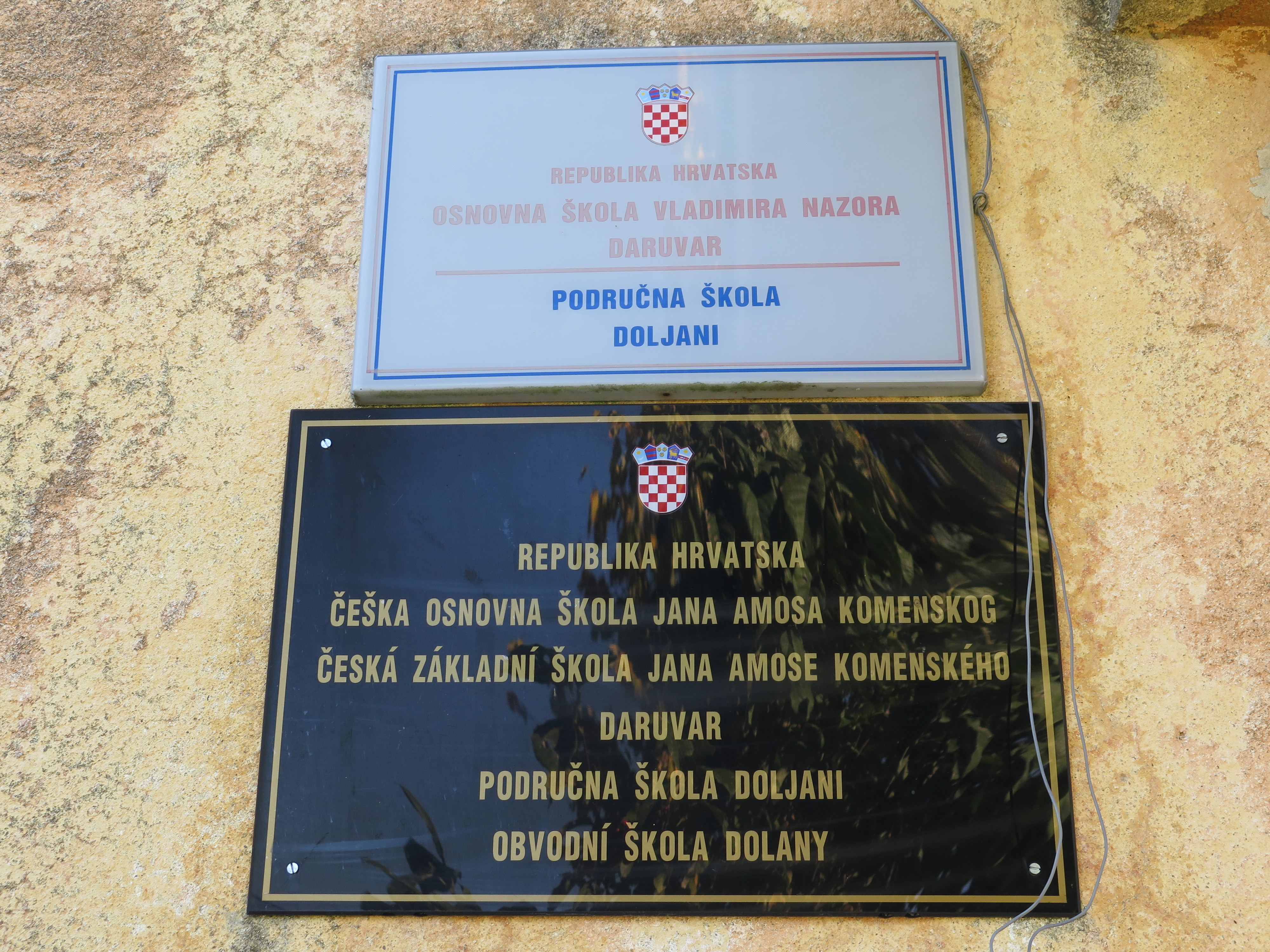
Škola v Dolanech – nápis

Doljani (česky Dolany) je sídlo, část města Daruvar, jež se nachází v Bjelovarsko-bilogorské župě v západní části Slavonie. Ve vsi žije česká menšina, v roce 1991 tvořili Češi necelou třetinu dolanského obyvatelstva. Dolany leží na kopci jižním směrem od vlastního Daruvaru.

## Česká beseda
Česká beseda (jak se nazývají spolky Čechů v Chorvatsku, v Srbsku a v Bosně a Hercegovině) vznikla v Dolanech v roce 1919. V současné době (2019) má 272 členů, působí při ní taneční skupina Dolanka, dvě dětské taneční skupiny, divadelní skupina, dechová hudba, hudební skupina a pěvecký sbor Berušky.